# Melpomene rita
Melpomene rita är en spindelart som först beskrevs av Chamberlin och Ivie 1941.  Melpomene rita ingår i släktet Melpomene och familjen trattspindlar. Inga underarter finns listade i Catalogue of Life.